# Blantyre, Malawi
Blantyre este un oraș în sudul statului Malawi, capitala administrativă a statului, având o populație de 661.444 locuitori îm anul 2008. Este reședința districtului omonim.

## Istorie
Orașul Blantyre a fost fondat în 1876, ca o congregație a misiunii Bisericii Scoției, primindu-și numele de la locul de naștere al exploratorului scoțian David Livingstone.
A devenit zonă consulară britanică în 1883 și a obținut statut de municipiu în 1895, devenind cea mai veche municipalitate și cel mai mare oraș din Malawi.
Schimburile comerciale coloniale l-au transformat în cel mai important punct comercial din Malawi.
În 1956, Blantyre s-a unit cu orașul vecin, Limbe.

## Demografie[2]
| An   | Populație |
| ---- | --------- |
| 1977 | 222.153   |
| 1987 | 333.120   |
| 1998 | 478.155   |
| 2008 | 502.053   |